# Daewoo Motors
Daewoo Motors je bil južnokorejski proizvajalec avtomobilov, ki je bil ustanovljen leta 1983 kot del skupine Daewoo. Leta 2001 so večino podjetja prodali ameriškemu General Motors, ki ga je preimenoval v GM Daewoo, od leta 2011 pa je podjetje znano kot GM Korea.
Zametki podjetja segajo v leto 1937, ko so ustanovili National Motor, novembra 1962 se je podjetje preimenovalo v Saenara Motor. Leta 1965 je Shinjin Industrial prevzel to podjetje in ga preimenoval v Shinjin Motors. Leta 1972 se je podjetje spet preimenovalo v General Motors Korea, leta 1976 pa še enkrat in sicer v Saehan Motors.